# Міністерство закордонних справ Північної Македонії
Міністерство закордонних справ Північної Македонії (мак. Министерство за надворешни работи на Северна Македонија) — центральний орган виконавчої влади Північної Македонії, відповідальний за міждержавні відносини. Роботу міністерства очолює профільний міністр, якого визначає та пропонує Прем'єр-міністр Північної Македонії, а затверджують Збори Північної Македонії.

## Історія
Перші паростки зовнішньополітичного державного інституту нинішньої Північної Македонії з'явилися ще 1958 року, коли при Кабінеті голови уряду Народної Республіки Македонії Лазара Колишевського було сформовано Робочу групу із завданням зібрати відповідну документацію з окремих питань зовнішньополітичного характеру, що становлять інтерес для уряду та інших республіканських органів.
1960 року при Кабінеті Прем'єр-міністра Народної Республіки Македонії було створено Бюро документації, яке 1966 року перейменували в Управління документації уряду, яке 1969 року з розширеними повноваженнями та складом перетворилося спочатку на Бюро зовнішніх зносин, а потім на Секретаріат зовнішніх зносин Виконавчої ради Зборів СР Македонії. 1978 року ця установа дістала назву Республіканський секретаріат міжнародних відносин, а в 1982 році — Республіканський комітет міжнародних відносин, який 1988 року було перейменовано на Республіканський секретаріат зовнішніх зносин і того ж року до цього секретаріату увійшов колишній Республіканський комітет зовнішньоекономічних відносин. 1990 року Республіканський секретаріат зовнішніх зносин перейменовано на Міністерство зовнішніх зносин, а в 1994 році ця державна установа змінила назву на Міністерство закордонних справ Республіки Македонія.
У період до конституційних змін 1974 року союзні республіки і автономні краї ФНРЮ/СФРЮ «передавали» повноваження у сфері зовнішньої політики компетентним органам федерації, але, тим не менш, вони брали активну участь у гармонізації та реалізації певної зовнішньополітичної діяльності, особливо у площині співпраці зі своїми безпосередніми сусідами. Щодо компетенції суб'єктів югославської федерації у зовнішньополітичному плані чехословацький посол у Белграді 1968 року писав таке:
|  | Участь Македонії у визначенні міжнародної політики СФРЮ, хоча й не спирається на якісь конституційні чи правові засади, але досить інтенсивна, а в деяких питаннях помітна й вирішальна. Нинішні організаційні форми вже знаходяться на початку свого становлення та розвитку. Два місяці тому в Народних зборах (македонському парламенті) було утворено Комісію з питань зовнішньої політики. У Виконавчій раді (уряді) тривалий час існує т. зв. Документальна канцелярія, яка налічує 7 фахівців, що тісно контактують з Державним секретаріатом закордонних справ і Комітетом закордонних справ союзного парламенту в Белграді, відстежує і вивчає документи, проводить аналізи та готує фахові висновки з точки зору СР Македонії щодо питань, які тісніше пов'язані з політичними чи господарськими інтересами Македонії. А саме, йдеться про розвиток ситуації з питань, де Македонія — безпосередній сусід (Болгарія, Греція та Албанія), та у відносинах і зв'язках СФРЮ з ними. Уже кілька років діє принцип, згідно з яким жодне питання у відносинах з НР Болгарією, Грецією та Албанією не може бути розв'язано без участі та згоди (хоча формального права вето не існує) відповідних органів СР Македонії. Інтерес Македонії в цих відношеннях є і інтересом СФРЮ... ..Що стосується кадрового представництва республіки в органах закордонних справ, особливо в політико-дипломатичних функціях, то поступово реалізується принцип паритетного представництва всіх республік. У рамках республіканського представництва має виконуватися пропорційність представників національних меншин. Македонські албанці вже мають двох представників у дипломатичних службах, а турки на цей момент готуються до майбутньої ротації |

З конституційними змінами 1974 р. права та обов'язки федеральних одиниць СФР Югославії у цьому плані ще більше зросли, що дозволило їм брати безпосередню участь у визначенні та здійсненні зовнішньої політики держави. Суб'єктами цієї діяльності, серед інших установ, були республіканські/крайові секретаріати міжнародних відносин.
«Особливими» інтересами СР Македонії у царині зовнішньої політики були: а) відносини та співробітництво із сусідами; б) статус/становище македонської національної меншини в сусідніх країнах і в) македонська еміграція за кордон.

## Міністри закордонних справ Македонії
1. Денко Малеський (1991–1993)
2. Стево Црвенковський (1993–1996)
3. Любомир Фрчкоський (1996–1997)
4. Благой Ханджиський (1997–1998)
5. Олександр Дімітров (1998–2000)
6. Срджан Асан Керім (2000–2001)
7. Ілінка Мітрева (2001–2001)
8. Слободан Чашуле (2001–2002)
9. Ілінка Мітрева (2002–2006)
10. Антоніо Мілошоський (2006–2011)
11. Нікола Попоський (28 липня 2011 — 1 червня 2017)
12. Нікола Дімітров (1 червня 2017 — 30 серпня 2020)
13. Буяр Османі (з 30 серпня 2020)